# Mishiha
Mishiha är en kommun i Burundi. Den ligger i provinsen Cankuzo, i den nordöstra delen av landet, 150 kilometer öster om Burundis största stad Bujumbura.